# Castillo de Castellnovo
El castillo de Castellnovo (Castellón) Comunidad Valenciana, España, se sitúa sobre la loma de San Cristóbal. Su origen se le atribuye a los romanos, después por el siglo XII fueron los musulmanes los que le dieron la forma de las fortificaciones islámicas, hasta que en 1228 las huestes de Jaime I lo conquistan. En 1233 fue dado a Berenguer de Entenza, el cual fue dueño hasta 1291; fue luego en el siglo XIV cuando fue vendido a Guillem D' Esplugues. Este procede a reformarlo levantando el actual edificio. Sobre el siglo XV paso a manos de Beatriz de Borja, se cree que fue por ese tiempo entre finales del siglo XV y principios del XVI cuando vuelve a sufrir otra remodelación rematando las cúpulas y matacanes de tipo renacentista.
El acceso se puede hacer por las calles de San Miguel, del Castillo o de la Costera, ya que este se encuentra prácticamente en el mismo casco urbano de Castellnovo. 
El aspecto diferenciado, respecto a otros aspectos de la región, proviene de las importantes edificaciones y reestructuraciones que sufrió a mediados del XV, cuando perteneció a Beatriz de Borja, que le otorgó una bella impronta renacentista por sus bóvedas y arcos apuntados, así como por sus elaboradas defensas del recinto exterior. 
Presenta portal central dispuesto en recodo con torre avanzada a la izquierda. 
Carece de portal de arquería pero conserva, en lo alto, parte de un curioso matacán en piedra sillar. Destacan sus salas de arcos y bóvedas nervadas que denotan el sello inconfundible de los Borja de Roma. Consta de un patio más o menos cuadrado y de cuatro estancias alrededor. Está construido en mampostería y sillería y se conservan los muros a un nivel alto, pero faltándole la totalidad de las bóvedas y los sillares de puertas y ventanas. Se distinguen tramos de murallas, aunque muchos de ellos se encuentran confundidos entre el caserío existente. Uno de los tramos conserva las almenas.
El año 2025 el Ministerio de Vivienda realiza una inversión de 700000 euros en el castillo.